# Mare de Rafin Wada
Die Mare de Rafin Wada (auch: Mare de Rwafin Wada) ist ein kleiner See in der Gemeinde Guidan Sori in Niger.

## Geographie
Die Mare de Rafin Wada liegt in der Landgemeinde Guidan Sori, die zum Departement Guidan Roumdji in der Region Maradi gehört. Südlich des Sees befindet sich das namensgebende Dorf Rafin Wada. Klimatisch wird das Gewässer zur Übergangszone zwischen Sahel und Sudan gerechnet. Die mittlere jährliche Niederschlagsmenge beträgt hier zwischen 400 und 500 mm.
Die Mare de Rafin Wada gehört neben dem Madarounfa-See, der Mare d’Akadané und der Mare de Kourfin Koura zu den wenigen stehenden Gewässern in der Region Maradi, die permanent Wasser führen.

## Wirtschaftliche Bedeutung
An der Mare de Rafin Wada wird das ganze Jahr über Fischerei betrieben. Um den See vor Versandung durch Wind- und Wassererosion zu bewahren, wurden von Dezember 2011 bis Oktober 2012 Uferhecken gepflanzt und umliegende kleine Trockentäler abgesichert. Dasselbe Projekt förderte außerdem den Gemüseanbau durch lokale Bauern um den See.